# Гай Уммидий Квадрат
Гай Умми́дий Квадра́т (лат. Gaius Ummidius (Durmius) Quadratus; родился, по одной из версий, в 12 году до н. э. — умер после 59 года, Римская империя) — римский государственный деятель из плебейского рода Уммидиев, наместник Сирии около 51—59 годов. Руководил подавлением восстания в соседней Иудее.

## Биография

### Происхождение
О происхождении и месте рождения Квадрата ничего неизвестно. Впрочем, немецкий антиковед Фридрих Мюнцер выдвинул весьма правдоподобную версию, что Гай мог являться потомком казинского всадника-богача Уммидия, современника и адресата Марка Туллия Цицерона, упоминаемого также Теренцием Варроном и Горацием. Позднее британский генеалог Р. Сайм осторожно предположил, что по рождению Гай Квадрат мог принадлежать к неименитому плебейскому роду Дурмиев, а его родным отцом, по всей видимости, являлся монетный триумвир, по разным версиям, 20, 19 или 18 года до н. э. Марк Дурмий. Вдобавок к этому Сайм датировал рождение Уммидия 12 годом до н. э.

### Политическая карьера
О гражданско-политической карьере Гая Уммидия известно, в первую очередь, благодаря двум обнаруженным надписям: согласно одной из них, найденной в Лузитании, Квадрат управлял последней в качестве легата-пропретора во времена правления Тиберия (учёные смело отнесли датировку к 37 году). Вторая надпись, где, однако, фигурирует Квинт, сын Гая, перечисляет курульные магистратуры, которые, по-видимому, к моменту смерти занимал Квадрат. Текст этой надписи датируют промежутком между 46 и 60 годом; из неё следует, что Уммидий в неизвестном году исполнял в том числе и консульские обязанности (Рональд Сайм датировал его предполагаемый консулат периодом около 40 года).
Тем не менее, все письменные упоминания о жизнедеятельности Гая сводятся, по сути, к периоду его сирийского наместничества: тогда его коллегой в соседней провинции, Иудее, являлся Вентидий Куман, разделявший свои обязанности с Марком Антонием Феликсом (при этом Вентидий управлял Самарией, а Феликс — Галилеей). Когда один галилеянин, отправлявшийся в Иерусалимский храм, был убит в Геме, а по другим данным — в Гинее, это послужило поводом к открытому конфликту иудеев с самарянами. Прокуратор Самарии, Куман, не решился наказать самарян; ходили даже упорные слухи, что он был ими подкуплен. Ввиду всего этого иудеи, во главе с зилотами неким Елеазаром, сыном Динея, и Александром, сами отмстили самарянам, несмотря на попытки влиятельных лиц Иерусалима сдержать их. Тогда Вентидий перевёл свои регулярные войска из Себасты в Кесарию, но в это же время и самаритяне, и иудеи отправили депутации к Уммидию Квадрату, правившему Сирией, который приказал умертвить в Кесарии и в Лидде всех, принимавших участие в восстании.
В 52 году первосвященники Ионафан и Ананий, сын последнего Анан, главари самарянского восстания в цепях были отправлены в Рим. Вентидий Куман и его военный трибун Целер, побудившие самаритян к восстанию, были отправлены на суд к императору: Клавдий приговорил к смерти трёх вождей самаритян, сослал Кумана, а Целера приказал обезглавить в Иерусалиме. Этот приговор состоялся под влиянием Агриппы II и властной супруги императора Агриппины. Опасаясь дальнейших волнений, Уммидий поспешил в Иерусалим, но, поскольку его жители мирно праздновали Пасху, он вернулся в Антиохию.
Согласно Корнелию Тациту, Уммидий Квадрат скончался во время исполнения им должностных обязанностей в Сирии, где его сменил Гней Домиций Корбулон. Кроме того, в своё время было обнаружено несколько монет, отчеканенных при нём на Востоке.

## Потомки
Благодаря одному письму Плиния Младшего и надписи, обнаруженной в Казинуме, известно, что сирийский проконсул имел, по крайней мере, одну дочь — Уммидию Квадратиллу, которая скончалась во времена правления императора Траяна.